# Neobisium sublaeve
Neobisium sublaeve es una especie de arácnido del orden Pseudoscorpionida de la familia Neobisiidae.

## Distribución geográfica
Se encuentra en Cerdeña y Córcega.